# Getaria
Getaria (spanska: Guetaria) är en kommun i provinsen Gipuzkoa i den autonoma regionen Baskien i norra Spanien. Den ligger vid Biscayabukten, cirka 18 kilometer väster om San Sebastián. Kommunen har 2 906 invånare (2024), på en yta av 10,63 km².
Getaria utgör kärnan för vindistriktet Getariako Txakolina, som också innefattar flera grannkommuner.
Den förste världsomseglaren, Juan Sebastián Elcano, kom från Getaria, liksom den kände modeskaparen Cristóbal Balenciaga. En av pilgrimslederna till Santiago de Compostela i Galicien går längsmed kusten genom Getaria.